# Cronografo del 354

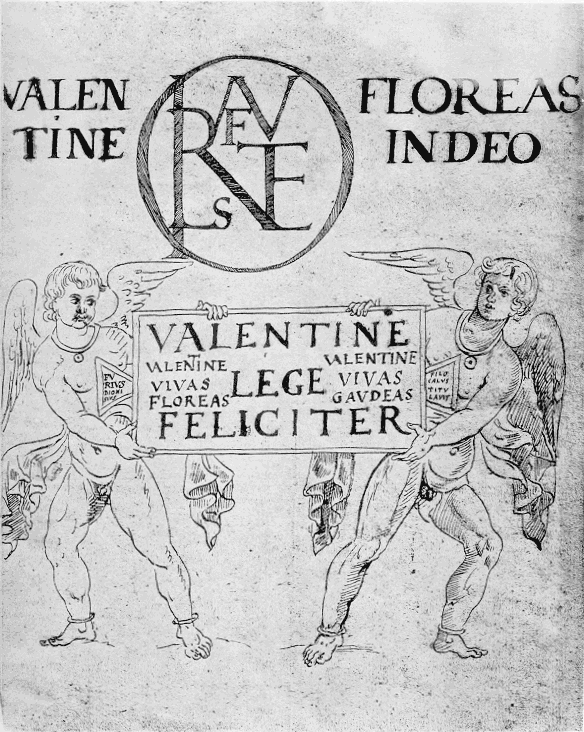
Pagina iniziale e dedica, dal manoscritto Barberini; il testo recita: «Valentino, che tu possa fiorire in Dio» (sopra), «Furio Dionisio Filocalo ha illustrato questa opera» (nei triangoli), «Valentino, godi nel leggere questo» (nel titulus), «Valentino, che tu possa vivere a lungo e fiorire» (a sinistra), «Valentino, che tu possa vivere a lungo e gioire» (a destra)

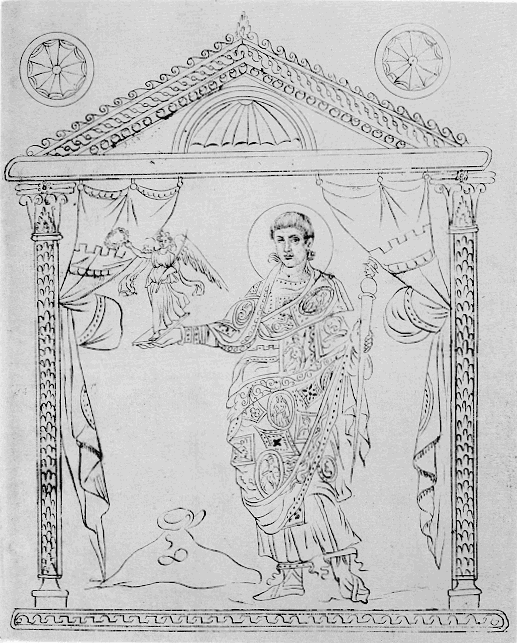
Costanzo Gallo raffigurato nella parte VII del manoscritto Barberini del Cronografo del 354. Il cesare è raffigurato mentre regge uno scettro e una statua della Vittoria.

Il Cronografo del 354 (in latino Chronographus anni 354) è un calendario illustrato per l'anno 354, opera del calligrafo Furio Dionisio Filocalo e offerto a (o commissionato da) un aristocratico romano di nome Valentino.
Composto a Roma negli ultimi mesi del 353 e probabilmente presentato a Valentino il 1 gennaio 354, oltre al calendario illustrato, per cui è maggiormente famoso, contiene una collezione di testi cronologici di tipo amministrativo, pagano e cristiano, non conservati altrove: tra questi la lista di un secolo di praefecti urbi di Roma, una delle solo tre liste complete di consoli romani (divenuta la base della cronologia della Repubblica Romana), e una serie di biografie dei vescovi di Roma, da cui ebbe origine il Liber pontificalis.

## Storia
Il testo ebbe una certa fortuna: si rifanno ad esso o ne copiano le illustrazioni un calendario annotato per l'anno 449 di Polemio Silvio, un planisfero del 579, il ciclo pasquale di Colombano di Bobbio nel 602 e un'opera anglosassone del 689.
Il codice originale giunse probabilmente almeno fino al X secolo, per andare poi perduto; nei secoli precedenti, però, era stato già copiato in tutto o in parte diverse volte; tra queste copie vi è l'ora scomparso "Lussemburghese" e il manoscritto "San Gallo 878" della biblioteca dell'abbazia di San Gallo. Il manoscritto Lussemburghese fu riscoperto nel Rinascimento e se ne trassero una serie di copie, la migliore delle quali è il manoscritto "Romano", eseguito sotto la supervisione dell'erudito Nicolas-Claude Fabri de Peiresc, che però fu eseguita dopo la perdita di alcune pagine.
Theodor Mommsen ne pubblicò il calendario nel I volume del CIL e il resto, senza illustrazioni, nel IX volume dei Monumenta Germaniae Historica Auctorum Antiquissimorum (Chronica Minora), alla fine del XIX secolo.
Il Cronografo contiene la prima attestazione della celebrazione del Natale il 25 dicembre, che potrebbe risalire però a una fonte del 336.

## Contenuto
Comprende:
- I - Dedica a Valentino
- II - Illustrazioni delle quattro città principali dell'Impero, attraverso la personificazione della loro Tiche («fortuna»): Roma, Alessandria d'Egitto Costantinopoli e Treviri).
- III - Dedica imperiale e lista dei Natales Caesarum, giorni di nascita degli imperatori.
- IV - I sette pianeti del sistema solare con le loro leggende.
- V - Effectus XII Signorum, i dodici segni dello Zodiaco.
- VI - Calendario con testi e illustrazioni per i dodici mesi
- VII - Ritratti dei consoli del 354, l'augusto Costanzo II e il cesare Costanzo Gallo.
- VIII - Lista dei consoli dal 508 a.C. al 354.
- IX - Ciclo della Pasqua per gli anni 312-358, con una continuazione (con errori) fino al 410.
- X - Lista dei praefecti urbi di Roma dal 254 e fino a Memmio Vitrasio Orfito, che aveva assunto la carica l'8 dicembre del 353.
- XI - Deposizioni (sepolture) dei vescovi di Roma dal 255 alla morte di Giulio, nel 352.
- XII - Deposizioni dei martiri.
- XIII - Catalogus Liberianus, lista dei vescovi di Roma, terminante con Liberio, in carica dal 352.
- XIV - Regioni della città di Roma (Notitia) riferita agli anni 334-357.
- XV - Liber generationis, cronaca del mondo dalla creazione al 334 (secondo la Bibbia).
- XVI - Chronica Urbis Romae, cronaca della città di Roma dalla monarchia alla morte di Licinio nel 324.

I manoscritti contengono anche un'aggiunta spuria, non appartenente al testo originale, che però è stata tramandata insieme al Cronografo:
- XVII - Fasti Vindobonenses, cronaca della città di Vienna dal 390 al 573/575.